# Andrea Rizzoli
Andrea Rizzoli (Milano, 16 settembre 1914 – Nizza, 31 maggio 1983) è stato un editore, imprenditore, dirigente sportivo e produttore cinematografico italiano.

## Biografia
Figlio del fondatore della Rizzoli Editore, Angelo Rizzoli, frequenta il Liceo Classico "Beccaria", è riformato alla visita militare a causa della forte miopia, vorrebbe andare all'università a studiare legge ma il padre lo vuole subito in azienda. Così nel 1933, a 19 anni, inizia a collaborare nella casa editrice senza nemmeno avere un ufficio suo: si divide tra quello del padre (dove almeno ha una scrivania) e l'ufficio di Cesare Zavattini, che ha il compito di insegnargli come si fa un giornale. Nel 1936 fonda assieme al padre il giornale umoristico Bertoldo diretto da Giovanni Mosca e Vittorio Metz per fare concorrenza al Marc'Aurelio. Redattore capo sarà Giovannino Guareschi.

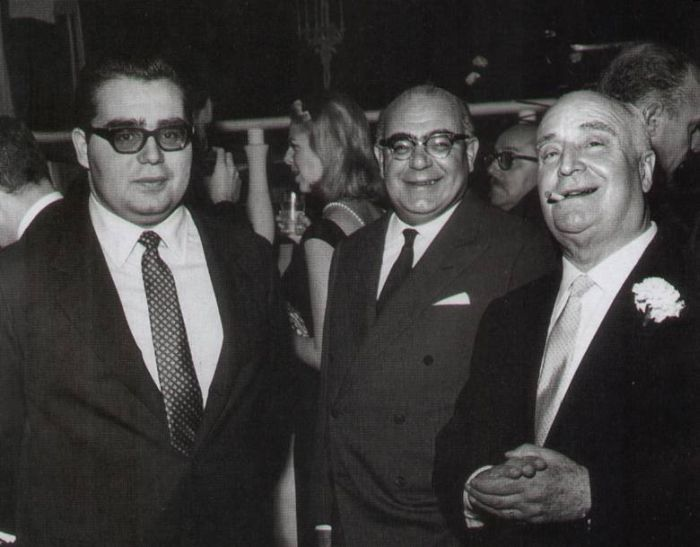
Andrea Rizzoli al centro, in compagnia del figlio Angelo Rizzoli Jr. e il padre Angelo Rizzoli.

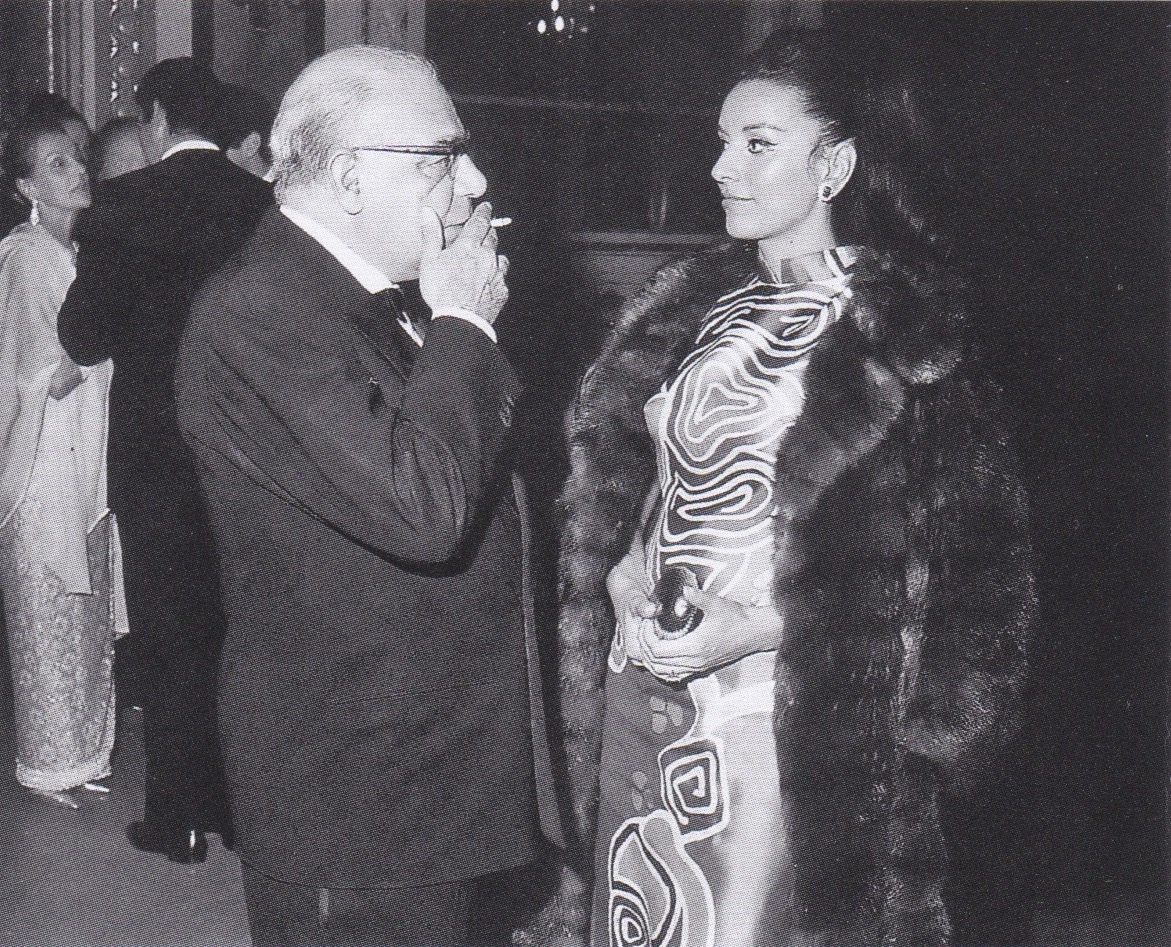
Andrea Rizzoli con la seconda moglie Ljuba Rosa.

Nel dopoguerra, mentre la casa editrice esce con nuove pubblicazioni (Oggi nel luglio 1945, Candido nel dicembre 1945), Andrea si occupa di mettere economicamente in ordine l'istituto grafico Bertieri, uno stabilimento fondato nel 1931 dal grafico Raffaello Bertieri, morto nel 1941, e acquistato dai Rizzoli insieme ai suoi dipendenti (una quarantina). Produce cataloghi e dépliant per il Touring Club, l'Edison, la Montecatini, la Pirelli, il procacciatore d'affari Renato Occhipinti. In due anni Andrea riporta i conti in utile. Nel 1951 l'azienda è assorbita dalla Rizzoli diventando la «Rizzoli Grafica». L'edificio, sito in via Mangiagalli 18, viene donato da Angelo Rizzoli nel 1951 alla «Fondazione Istituto Rizzoli per l'insegnamento delle Arti Grafiche» (dal 1954 ente morale) come sua sede.
Nell'estate 1954 Andrea diventa presidente del Milan e suo cognato, Mimmo Carraro, vicepresidente, dopo l'acquisto della società di calcio da parte di Angelo Rizzoli. Andrea va in sede tutti i giorni e trova in quell'impegno una sorta di rivincita personale nei confronti del padre, sempre severo nei suoi confronti. Ha anche un buon fiuto negli acquisti: compra l'uruguaiano Juan Alberto Schiaffino, poi l'argentino Ricagni e Cesare Maldini. Con Buffon in porta, il danese Sorensen e due assi svedesi come Nordhal e Liedholm, la squadra (affidata in un primo tempo a Bela Guttman e poi a Ettore Puricelli) è fortissima. Già al primo anno della presidenza Rizzoli vince lo scudetto. Su progetto dell’architetto Viani costruisce Milanello, il centro sportivo di allenamento dell'A.C. Milan. Come presidente (lo è sino al 1963) porta il Milan a vincere quattro scudetti, una Coppa Latina e una Coppa dei Campioni (1963), prima squadra italiana a ottenere tale trofeo.
Nel 1957 è Andrea a far entrare nell'azienda il primo dirigente riuscendo a convincere il padre che non ne vuol invece sapere perché, dice, "mi burocratizzano l'azienda". Per convincerlo ricorre a un espediente: gli racconta che la Mondadori ha già otto dirigenti. E a quel punto il commenda cede. Il primo dirigente della Rizzoli Editore è una donna: Franca Matricardi, che diventa responsabile della direzione amministrativa dei periodici.
Nel 1974 acquista, da Giulia Maria Crespi, da Angelo Moratti e Gianni Agnelli il 100% delle quote dell'«Editoriale Corriere della Sera». L'operazione viene a costare più di 50 miliardi di lire, una cifra enorme per quel tempo, ma in tal modo ad Andrea fa capo un impero mediatico potentissimo.
Con la Cineriz produce, tra tanti successi, il film Amici miei di Mario Monicelli.
Nel 1978 lascia il gruppo in mano al figlio Angelo "Angelone" Rizzoli, ritirandosi a vita privata in Costa Azzurra.
Muore di infarto pochi mesi dopo l'arresto dei figli Angelone e Alberto, ai quali viene contestato il reato di bancarotta.

## Vita privata
Sposa in prime nozze Lucia Solmi (1942), dalla quale ha tre figli: Angelo, detto "Angelone", Alberto e Anna Grazia, detta Annina. 

Nel 1964 nasce una figlia fuori dal matrimonio, Isabella (27/06/1964 – 19/07/1987). La madre è Maria Luisa Rosa detta Ljuba, una ex modella. 
La moglie abbandona la casa coniugale portando con sé la terza figlia, Annina, uscendo per sempre dalla vita dei Rizzoli. 
Andrea e Ljuba iniziano a convivere e nel 1973 si sposano. 

Nel 1987 Isabella muore suicida nella casa di Monte Carlo. Anche il figlio Alberto muore suicida il 22 febbraio 2019.